# Бьёрнландет
Бьёрнландет (швед. Björnlandet) — национальный парк в Швеции на юге Лапландии, в коммуне Оселе лена Вестерботтен. Большую часть парка занимает горный ландшафт, покрытый хвойным лесом.

## Климат
Климат характеризуется холодной зимой и относительно тёплым летом. Так как парк закрыт с одной стороны Скандинавскими горами, то на территории парка количество осадков довольно невысокое.

## Флора
Бьёрнландет представляет собой очень ценную экологическую реликвию хвойного бореального леса. Флора парка характерна для южной и центральной части северной Швеции. Лесной пейзаж характеризуются в основном соснами и заболоченными еловыми лесами. Подлесок состоит из низкорослых кустарников (черника, голубика, брусника). Сосна обыкновенная доминирует в лесах парка. Из-за того, что в парке давно не было пожаров, ель обыкновенная начала вытеснять сосну из низин, долин ручьев и с северных склонов. Сосна благодаря своей толстой коре лучше сопротивляется огню. Так в парке можно встретить обугленные пни и сосны со следами пожара на стволе.
В некоторых местах парка встречаются участки лиственного леса с березой повислой, березой пушистой и серой ольхой.
Особое внимание заслуживают еловые болотистые леса, где произрастают влаголюбивые растения, майник, седмичник, папоротники, хвощи, мхи, лютик лапландский, который близок к вымиранию из-за осушения болот в Скандинавии. Стволы деревьев покрывают различные лишайники, например, уснея или алектория черноватая.
Травяной покров берегов рек и ручьев в основном схож с растительностью болот. Здесь можно также встретить цицербиту альпийскую, лесную герань, таволжник.

## Фауна
Бурый медведь не является постоянным жителем парка Бьёрнландет. Так же, как и рысь он изредка появляется на данной территории. В парке большая популяция бобра, который селится по рекам и ручьям национального парка. Такие распространены виды жителей бореальных лесов, как лось, белка, заяц-беляк и лесная куница редко наблюдаются в национальном парке.
В парке можно наблюдать токующего глухаря, редкую птицу на территории Европы, большая часть популяции которой сохранилась на территории России и Скандинавии. Среди певчих птиц наиболее распространены в лесах парка вьюрок, зяблик, пеночка-весничка и лесной конёк. Хорошо себя чувствуют в парке дятловые, например, в лесах можно часто наблюдать пёстрого дятла, трёхпалого дятла, черного дятла. Кроме того, на данной территории часто встречаются рябчик, клёст-еловик, кукша. В парке также обитают беркут и мохноногий канюк.